# Sabine Zwikker
Sabine Zwikker ('s-Hertogenbosch, 16 januari 1968) is een Nederlandse beeldhouwer.

## Leven en werk
Begin jaren negentig volgde Zwikker de docentenopleiding Beeldende Vorming en Architectonische Vormgeving Monumentaal aan de ArtEZ hogeschool voor de kunsten in Arnhem en was zij onder andere werkzaam bij de Hogeschool Arnhem en Nijmegen afdeling Industrieel Ontwerpen en Bouwkunde, docent Beeldende Vormgeving bij het Isendoorn College in Warnsveld en ARTEZ afdeling Bouwkunst.
Zwikker is voornamelijk werkzaam als beeldhouwer, ontwerper en conceptuele kunstenaar voor de openbare ruimte. In 2019 werkt ze vanuit Zutphen aan As-tekeningen als ritueel voor asverstrooiing.

## Werken (selectie)
- Zonder titel (1998), Willaerstraat in Dordrecht
- Pendel (tol) (1998), Rotonde Notarisappel / Dr. J.M. den Uyllaan, Passewaay in Tiel
- Nu-klok (2002), Hofstraat, nabij hoek met Hoofdstraat in Apeldoorn
- Momenten voor de toekomst (2002), Violierenpark in Apeldoorn
- Zonder titel (2006), blauwe gevels met RVS-bollen, Rolling Stonesstraat in Lent
- Tunnelwand (2008), De verbinding, onderdoorgang station in Alphen aan den Rijn
- Binnentuin (2012), Voor Borrowed Spaces in Deventer
- Het NU klokje Voor altijd NU (2015)

## Fotogalerij

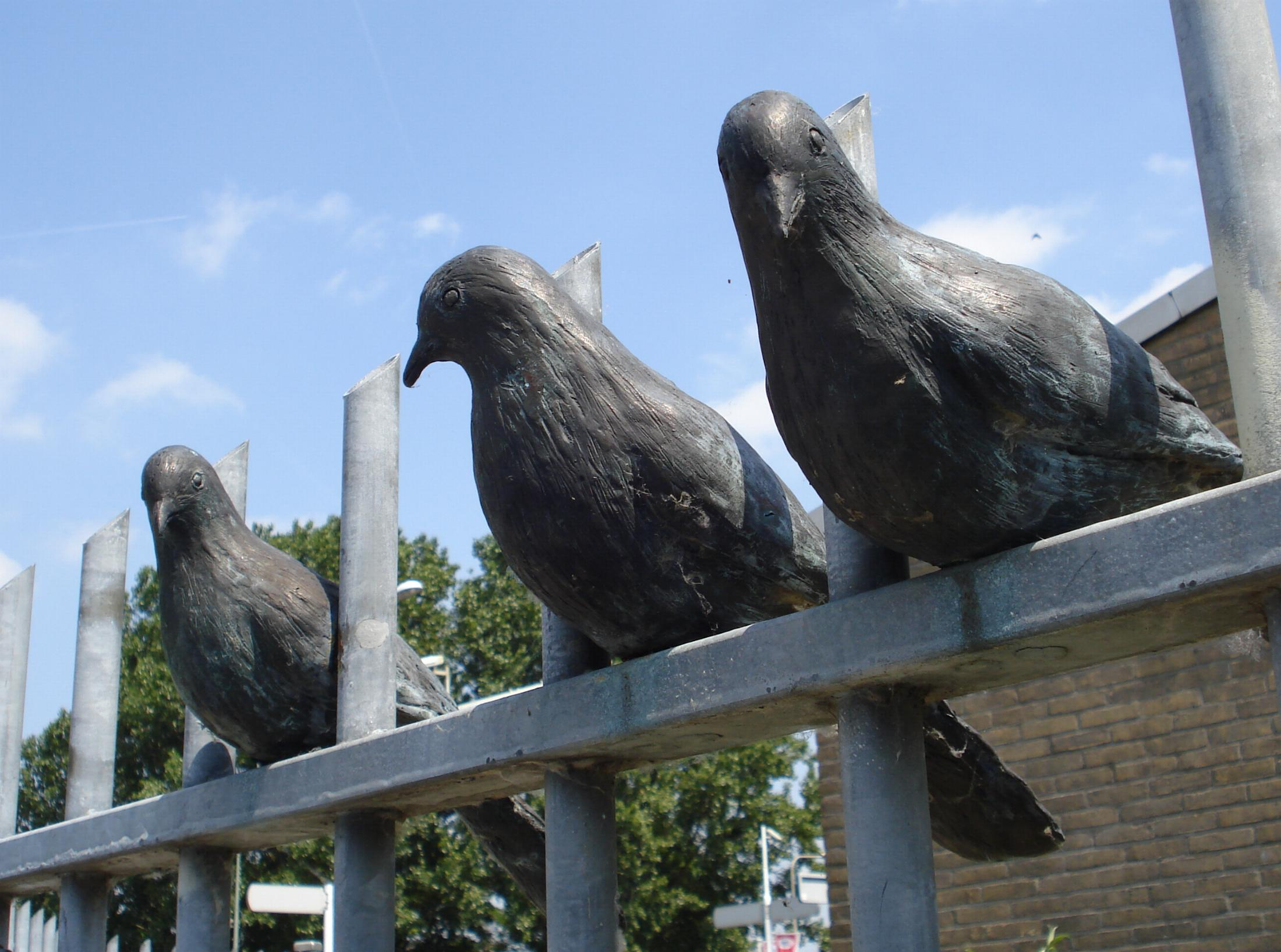
Zonder titel, Dordrecht
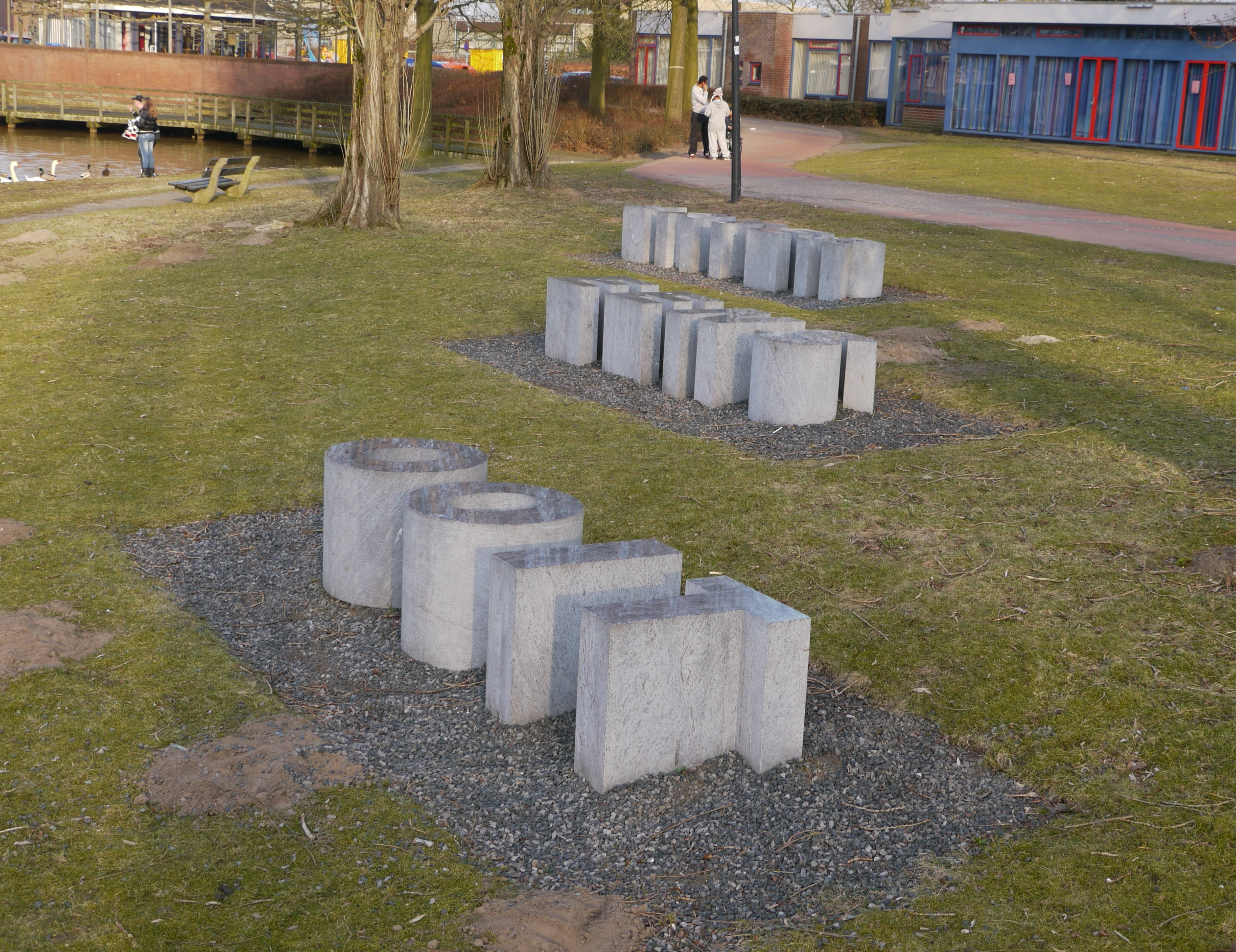
Momenten voor de toekomst, Apeldoorn